# گورستان شمالی

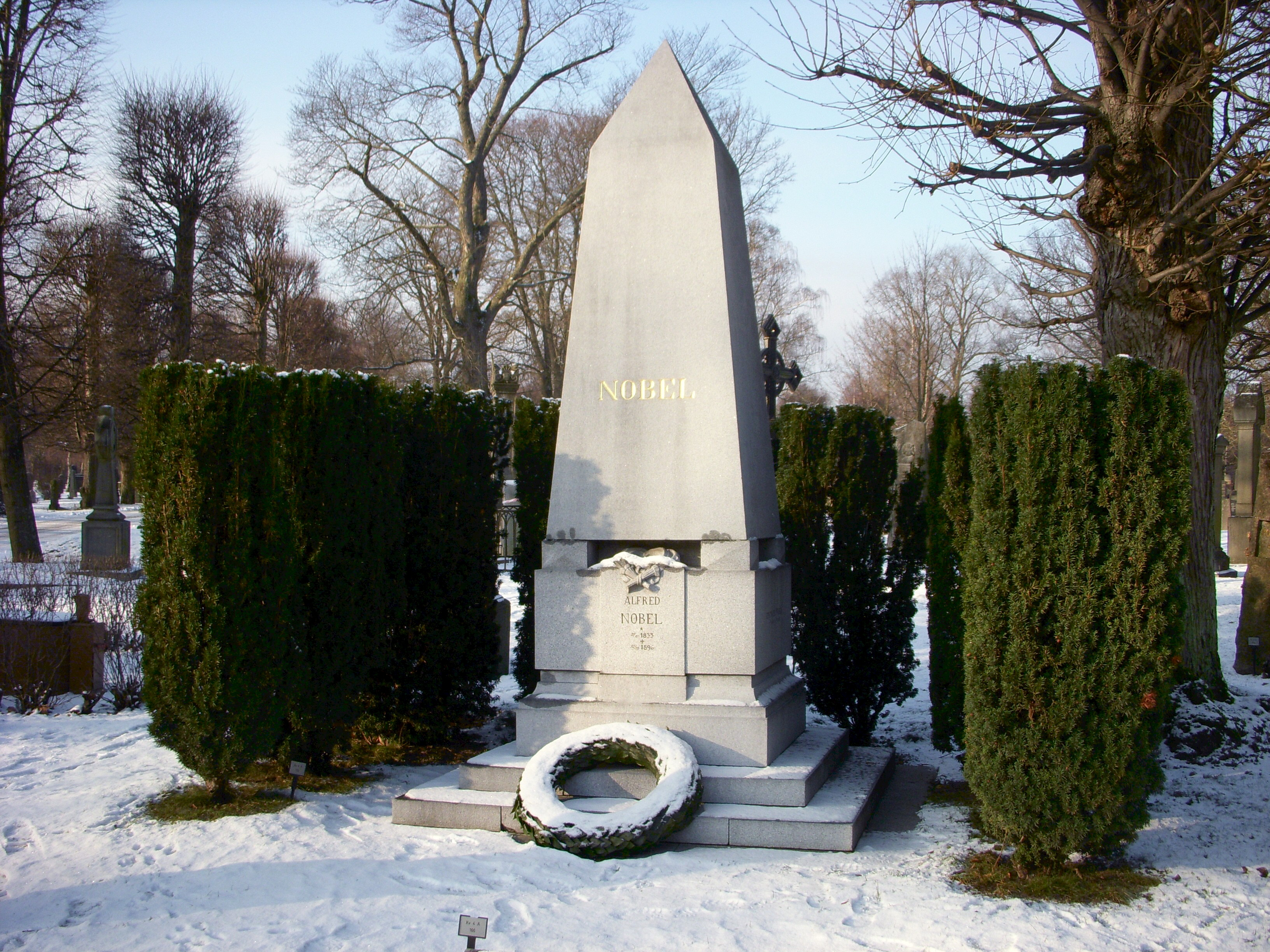
مزار آلفرد نوبل

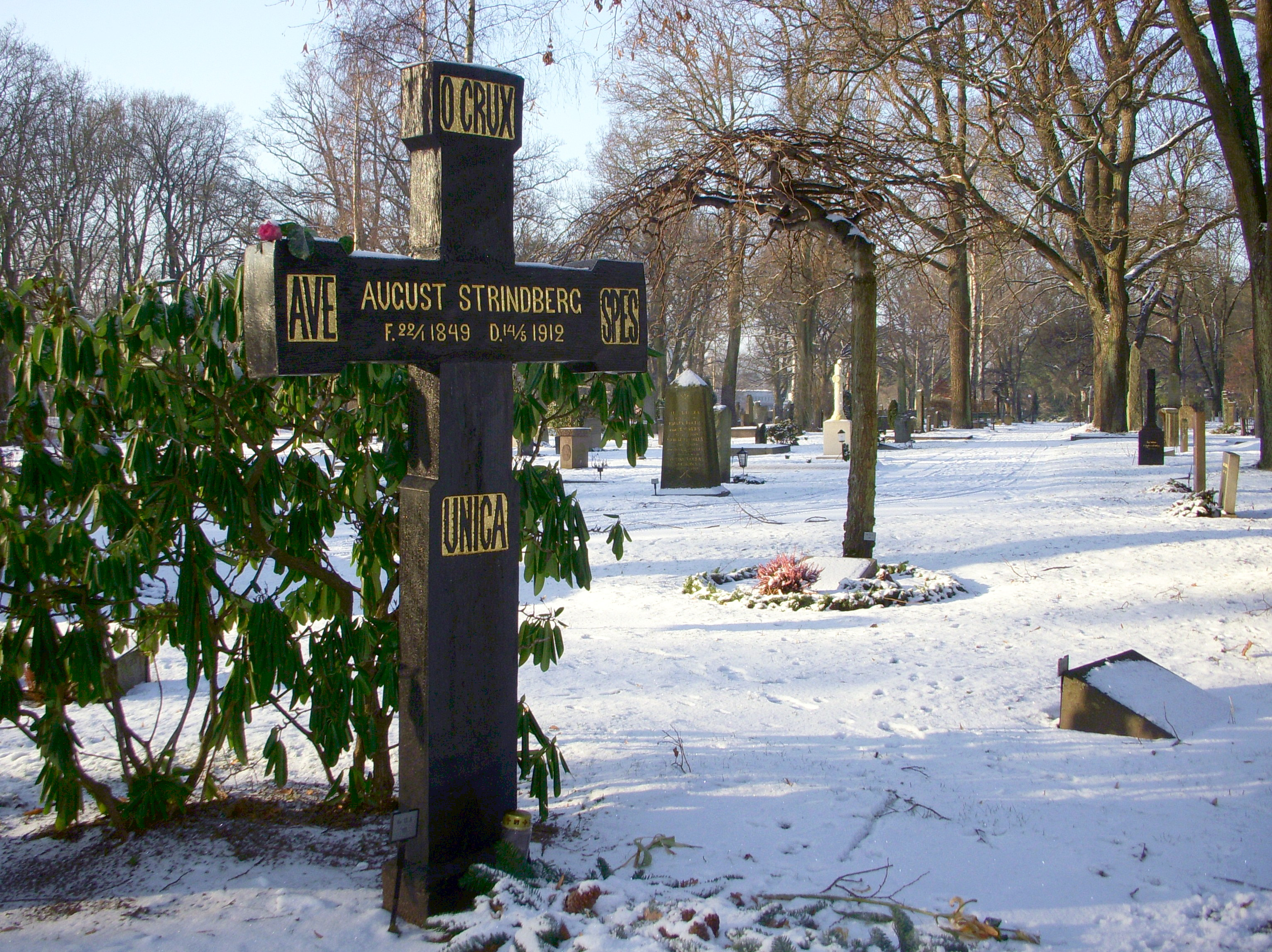
مقبرهٔ آوگوست استریندبری

گورستان شمالی (سوئدی: Norra begravningsplatsen) یکی از گورستان‌های اصلی شهرستان استکهلم است که در شهر سولنا واقع شده‌است.
این گورستان که در سال ۱۸۲۷ بنا شد، بیش از ۶ هکتار مساحت داد و ۳۳٬۰۰۰ قبر را در خود جای داده‌است.

## برخی از به‌خاک‌سپرده‌شدگان مشهور
- آلفرد نوبل مخترع و بنیان‌گذار جایزهٔ نوبل
- کلاس آرنولدسون برندهٔ جایزهٔ نوبل صلح
- آلوار گالسترند برندهٔ جایزهٔ نوبل فیزیولوژی و پزشکی
- هیوگو ثیورل برندهٔ جایزهٔ نوبل فیزیولوژی و پزشکی
- نلی زاکس برندهٔ جایزهٔ نوبل ادبیات
- آوگوست استریندبری نویسنده و نمایشنامه‌نویس
- اینگرید برگمن بازیگر
- اولریش سالکو قهرمان اسکیت نمایشی المپیک
- فرانس بروالد آهنگساز کلاسیک
- سوفیا کووالوسکایا ریاضی‌دان و نویسنده
- ایساک گرون‌والد نقاش
- هاسه اییکمان بازیگر، فیلم‌نامه‌نویس و کارگردان
- ویکتور شوستروم کارگردان فیلم
- موریتس استیلر بازیگر و کارگردان
- یوستا اییکمان بازیگر
- اینگا تیدبلاد بازیگر
- بوریه ملویگ بازیگر
- پر آلبین هانسون نخست‌وزیر سوئد
- فولکه برنادوت دیپلمات